# Каплиця Снопковських (Белз)
Каплиця Снопковських — пам'ятка культової архітектури початку XVII століття розташована у місці збігу Львівського та Сокальського гостинців при в'їзді в середмістя Белза, одного з найстаріших міст західної України.

Герб Равіч

Зведення каплиці-усипальниці на ґрунті давньої церкви Святого Івана приписують Андрієві Снопковському, прапорнику (хорунжому) белзькому. Археологічними розкопками проведеними на цьому місці 2004 року встановлено існування цвинтаря задовго до спорудження цегляної каплиці. В давнину над входом до каплиці-усипальниці була поміщена плита із зображенням шляхецького герба Равіч з датою 1606 і монограмою — A-Z, P-B. З XVIII століття тут був находився міський архів. Згодом будівля використовувалася для господарських потреб, зосібна під склад борошна. Каплиця-усипальниця суттєво постраждала в часи Першої і Другої світових воєн й у радянський період. Нині споруда втратила свій первісний вигляд, алебастрові обрамування вікон, підп'ятники із зображенням голівок янголів тощо.
Каплиця-усипальниця виконана із цегли у вигляді шестигранника. Має одну простору залу, із одним входом, перекриту зімкненим склепінням і освітлювану за допомогою віконних прорізів. Окремий вхід до пивниць, перекритих бочковими склепіннями, що є власне криптами.
Помилково за будівлею закріпилася назва Аріянська вежа (від Аріяни — прихильники схизмацької течії в християнстві), яка, як доведено дослідниками, не відповідає дійсності.